# Дзюба, Марцин
Марцин Дзюба (пол. Marcin Dziuba; род. 17 июля 1983, Замосць) — польский шахматист, гроссмейстер (2007).

## Карьера
В 2000 году Дзюба занял 4-е место на юношеском чемпионате Европы U18 в Халкидиках, в 2001 году он был пятым на чемпионате Европы U20 в Патрах.
В 2005 году Дзюба выиграл мемориал Эмануила Ласкера в Барлинеке, разделил 1-2 места на мемориале Акиба Рубинштейна в Поляница-Здруй и 2-6 места на турнире в Меце. Год спустя он выиграл турнир «Краковия» в Кракове, а также дебютировал в финале чемпионата Польши, заняв 8-е место. В этом же году Дзюба разделил 1-5 места на открытом турнире в Монпелье, а также занял первое место на турнире во Вроцлаве.
В 2007 году Дзюба победил на открытом турнире в Теплице. В 2008 году Дзюба разделил 3-4 место на чемпионате Польши Люблине. В 2009 году он занял 6-е место на втором турнире гроссмейстеров в Люблине.
Участник 3-х личных чемпионатов Европы (2005, 2007—2008).
Многократный участник командных чемпионатов Польши:
- 1998—2000 (в составе клуба «LKSz Drakon-BDK Daewoo», г. Люблин),
- 2002—2010 (в составе клуба «AZS UMCS», г. Люблин),
- 2011—2015 (в составе клуба «UKS Rotmistrz Twoja Szkoła Grudziądz»),
- 2016—2017 (в составе клуба «SzSON Zagłębie Dąbrowa Górnicza»).

Выиграл 4 медали в команде — 3 серебряные (2002, 2006 и 2008) и бронзовую (2007), а также 6 медалей в индивидуальном зачёте — 2 золотые (2007 на 4-й доске и 2009 на 3-й доске), серебряную (2015 на 3-й доске) и 3 бронзовые (1999 на 5-й доске, 2002 на 4-й доске и 2006 на 3-й доске).
В период в 2011 по 2015 гг. также выступал в командных чемпионатах Чехии в составе клуба «ŠK Labortech Ostrava». В 2012 завоевал командную бронзовую медаль.
Самый высокий рейтинг в карьере у Дзюбы был апреле 2013 года — 2610 пунктов.

## Изменения рейтинга
| Графики недоступны из-за технических проблем. См. информацию на Фабрикаторе и на mediawiki.org. |